# Axiom (album Archive)
Axiom – dziewiąty album londyńskiego zespołu Archive. Wydany 26 maja 2014 roku.

## Lista utworów
| Nr | Tytuł utworu                                                                        | Długość |
| -- | ----------------------------------------------------------------------------------- | ------- |
| 1. | „Distorted Angels”                                                                  | 3:22    |
| 2. | „Axiom”                                                                             | 9:59    |
| 3. | „Baptism”                                                                           | 5:02    |
| 4. | „Transmission Data Terminate”                                                       | 4:57    |
| 5. | „The Noise of Flames Crashing”                                                      | 4:16    |
| 6. | „Shiver”                                                                            | 7:32    |
| 7. | „Axiom (Reprise)”                                                                   | 4:25    |
| 8. | „Mutilate” (Bonus za zakupienie pre-orderu albumu przed końcem stycznia 2014 roku.) | 5:25    |
|    |                                                                                     | 44:58   |